# Pavel Ploc
Pavel Ploc (* 15. Juni 1964 in Jilemnice) ist ein ehemaliger tschechischer Skispringer und Politiker.

## Werdegang
Seinen Einstand im Weltcup hatte er am 12. März 1982 beim Skifliegen im österreichischen Tauplitz; er erreichte auf Anhieb den zwölften Rang. Am 18. März 1983 wurde er im heimischen Harrachov bei der Skiflug-Weltmeisterschaft Vizeweltmeister, zwei Monate zuvor gewann er am selben Ort auf der Großschanze sein erstes Weltcupspringen. Insgesamt gewann er in seiner Karriere zehn Weltcupspringen, zuletzt noch 1990 im schwedischen Sollefteå. In der Weltcupgesamtwertung waren seine besten Platzierungen der zweite Rang in der Saison 1987/88 und der dritte Platz im Winter 1983/84.
Bei den Olympischen Winterspielen 1984 in Sarajevo gewann er auf der Großschanze die Bronzemedaille, gleichfalls Bronze errang er im selben Jahr mit der Mannschaft bei der Nordischen Skiweltmeisterschaft in Engelberg. 1985 erreichte er bei der Skiflugweltmeisterschaft in Planica den dritten Rang. Bei den Olympischen Winterspielen 1988 im kanadischen Calgary gewann er auf der Normalschanze die Silbermedaille hinter Matti Nykänen. Seine letzte Medaille gewann er bei der Nordischen Skiweltmeisterschaft 1989 in Lahti. Mit der tschechoslowakischen Mannschaft gewann er Bronze im Teamspringen.
Sein letztes Weltcupspringen bestritt er am 15. Dezember 1991 in Sapporo. Er hatte sich nicht erfolgreich auf den aufkommenden V-Stil umstellen können. Heute betreibt Pavel Ploc eine Skipension in Harrachov und hat sich in der Politik engagiert. Bei den tschechischen Parlamentswahlen im Jahr 2006 wurde er zum Abgeordneten für die Partei ČSSD gewählt.

## Erfolge

### Weltcupsiege im Einzel
| Nr. | Datum             | Ort                    | Typ           |
| --- | ----------------- | ---------------------- | ------------- |
| 1.  | 9. Januar 1983    | Harrachov              | Großschanze   |
| 2.  | 9. März 1984      | Lillehammer            | Großschanze   |
| 3.  | 25. März 1984     | Planica                | Großschanze   |
| 4.  | 1. Januar 1986    | Garmisch-Partenkirchen | Großschanze   |
| 5.  | 11. Dezember 1987 | Lake Placid            | Großschanze   |
| 6.  | 12. Dezember 1987 | Lake Placid            | Normalschanze |
| 7.  | 30. Dezember 1987 | Oberstdorf             | Großschanze   |
| 8.  | 22. Februar 1988  | Gstaad                 | Normalschanze |
| 9.  | 14. Januar 1989   | Liberec                | Großschanze   |
| 10. | 11. März 1990     | Sollefteå              | Normalschanze |

### Weltcup-Platzierungen
| Saison  | Platz | Punkte |
| ------- | ----- | ------ |
| 1981/82 | 38.   | 016    |
| 1982/83 | 10.   | 093    |
| 1983/84 | 03.   | 148    |
| 1984/85 | 07.   | 117    |
| 1985/86 | 13.   | 088    |
| 1986/87 | 39.   | 015    |
| 1987/88 | 02.   | 187    |
| 1988/89 | 19.   | 042    |
| 1989/90 | 07.   | 020    |
| 1990/91 | 20.   | 049    |

### Schanzenrekorde
| Ort        | Land        | Weite               | aufgestellt am    | Rekord bis        |
| ---------- | ----------- | ------------------- | ----------------- | ----------------- |
| Harrachov  | Tschechien  | 181,0 m (HS: 205 m) | 19. März 1983     | 23. Februar 1985  |
| Innsbruck  | Österreich  | 112,0 m (HS: 130 m) | 4. Januar 1985    | 4. Januar 1994    |
| Oberstdorf | Deutschland | 117,0 m (HS: 137 m) | 30. Dezember 1987 | 30. Dezember 1993 |